# Caoqiao (sockenhuvudort i Kina, Zhejiang Sheng, lat 30,67, long 120,97)
Caoqiao är en sockenhuvudort i Kina. Den ligger i provinsen Zhejiang, i den östra delen av landet, omkring 90 kilometer nordost om provinshuvudstaden Hangzhou. Antalet invånare är 36 034. Befolkningen består av 18 126 kvinnor och 17 908 män. Barn under 15 år utgör 11,0 %, vuxna 15-64 år 77 %, och äldre över 65 år 11,0 %.
Runt Caoqiao är det tätbefolkat, med 550 invånare per kvadratkilometer. Närmaste större samhälle är Zhapu, 13,7 km sydost om Caoqiao. Trakten runt Caoqiao består till största delen av jordbruksmark.
Genomsnittlig årsnederbörd är 1 729 millimeter. Den regnigaste månaden är juni, med i genomsnitt 295 mm nederbörd, och den torraste är november, med 71 mm nederbörd.